# Mimotesthus annulicornis
Mimotesthus annulicornis là một loài bọ cánh cứng trong họ Cerambycidae.